# 山梨県立甲府第一高等学校
山梨県立甲府第一高等学校（やまなしけんりつこうふだいいちこうとうがっこう）とは、山梨県甲府市に所在する高等学校である。通称「一高（いちこう）」「甲府一高（こうふいちこう）」。

## 設置学科
- 普通科 - 豊かな教養と将来への展望を持ち、社会をリードできる人材の育成を目指す。
- 探究科 - 論理的思考力や国際的視野を持った、グローバル人材として活躍するための素地を作る。英語科より改編。

## 特色
- 旧制甲府中学の伝統を継ぐ学校であり、さらに江戸時代に甲府勤番士子弟の教育を目的として甲府城郭内に設置された徽典館（甲府学問所）にルーツがあるなど非常に長い歴史を持つ山梨県一の伝統校である。地元では「一高」（いちこう）と略称される。普通科のほかに英語科も並置。2016年4月より、英語科に代わる学科として「探究科」を設置。
- 伝統行事として10月初旬に行われる「強行遠足」が有名。また、入学者を対象として、4月中旬に「応援練習」を実施する。
- 1929年落成の旧本館は1992年に取り壊されたが、翌1993年完成の新本館にもその面影が残されている。
- 新本館中庭には、1926年に当時の校長である江口俊博が鋳造した「日新鐘」を設置。鐘の名は校是にちなむ（校是については後述）。
- 同校OBによって結成された「鶴城クラブ」が、ヴァンフォーレ甲府の前身である。
- SELHi指定校（2004年度 - 2006年度）。
- SGH指定校(2014年度 - 2018年度)。

## 沿革

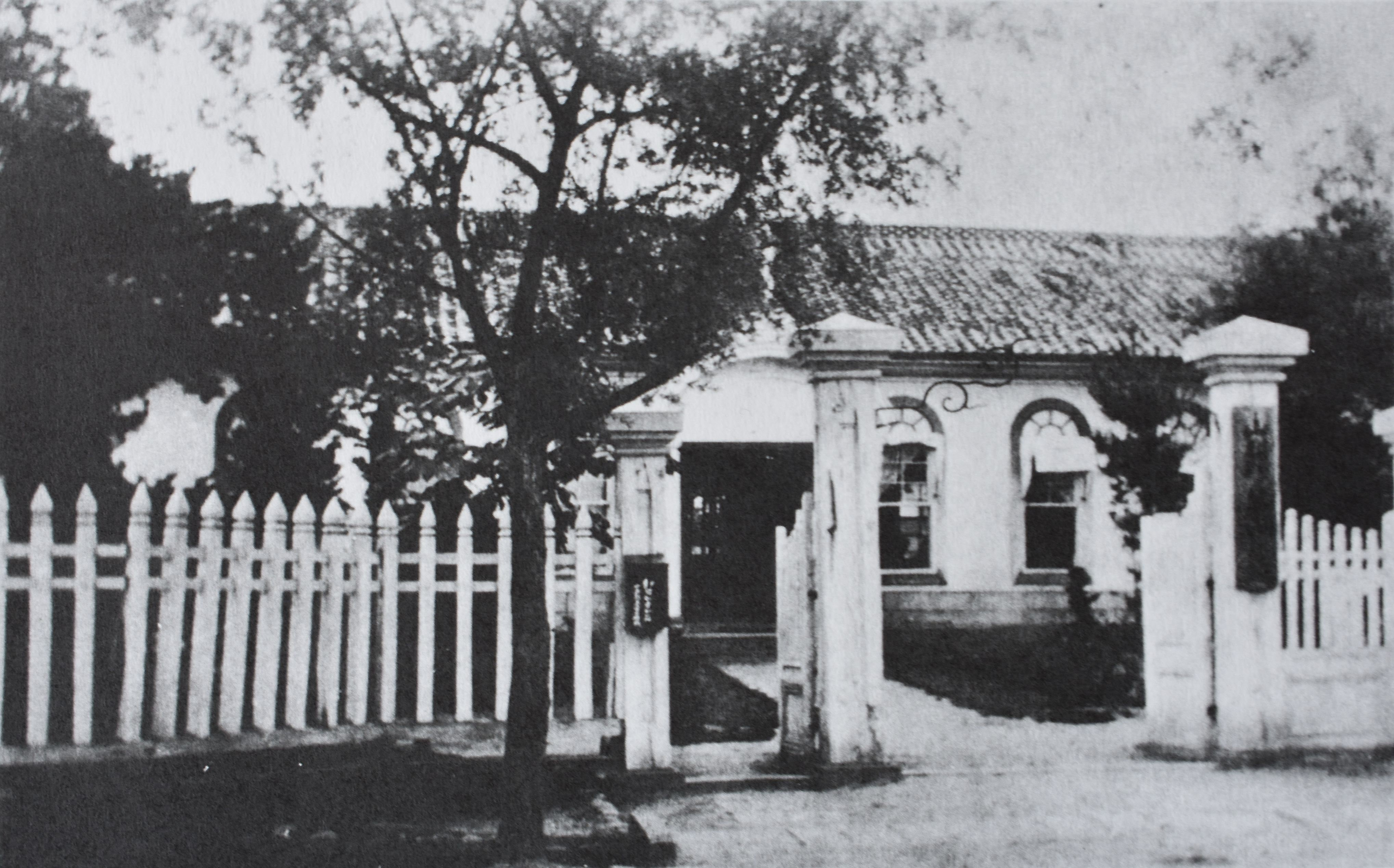
明治20年（1887年）頃の「山梨県立甲府中学校」

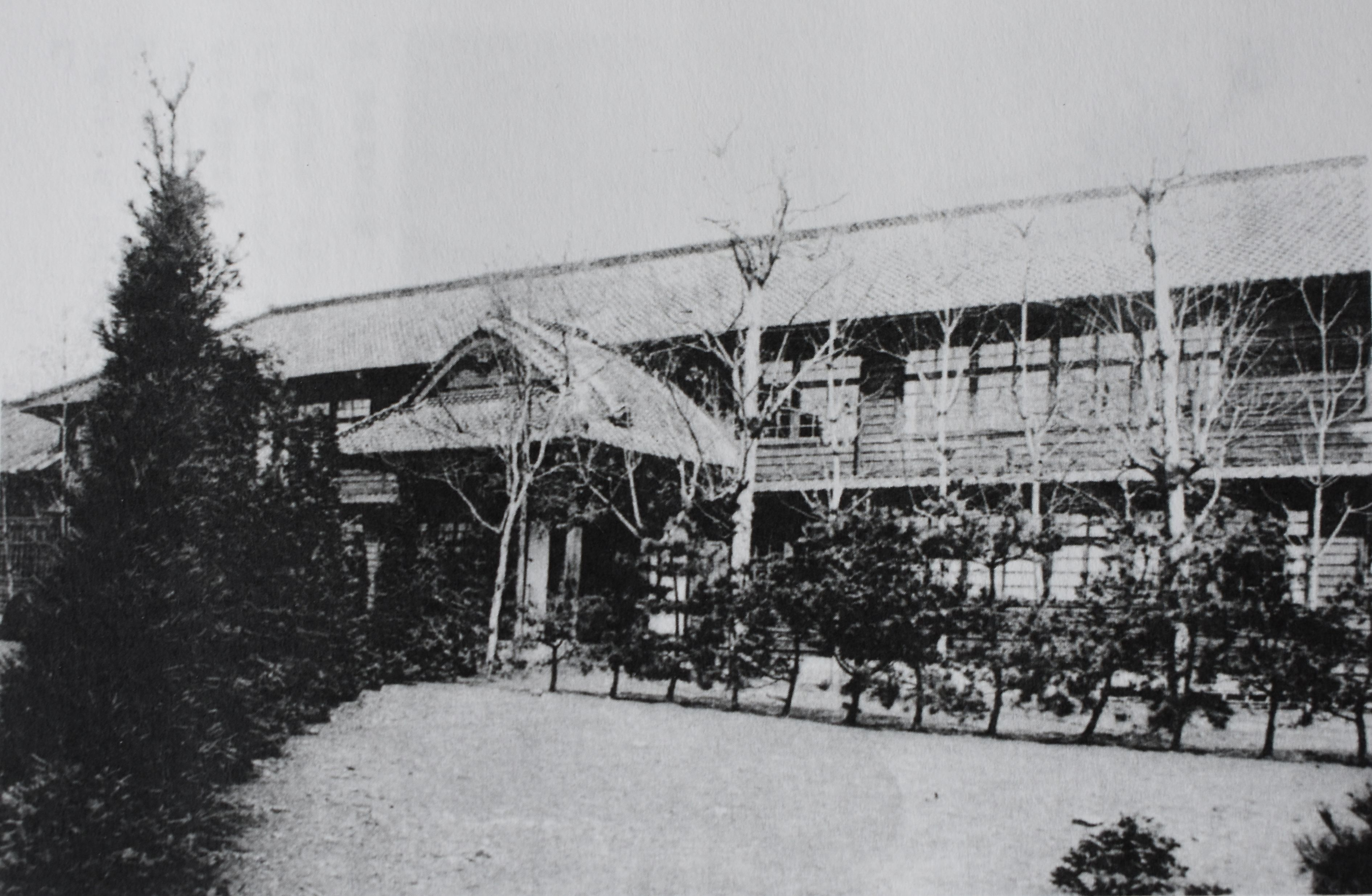
明治40年代、甲府城内の「山梨県立甲府中学」

- 寛政年間 - 甲府城の南に設置された甲府学問所・徽典館を淵源とする。
- 1877年 - 山梨師範学校中予備学科発足
- 1880年 - 山梨県中学校に改称。
- 1881年8月 ‐ 師範・中学が合併し、山梨学校と改称。
- 1882年10月 ‐ 徽典館と改称し、師範学科、初等中学科を設置
- 1887年 - 中学校令に基づき、山梨県尋常中学校として発足。
- 1899年4月 ‐ 中学校令改正に伴い、山梨県中学校と改称
- 1901年4月 ‐ 山梨県第一中学校と改称し、同月、県立山梨県第一中学校と改称。
- 1906年6月 ‐ 山梨県立甲府中学校と改称
- 1948年4月 - 学制改革により、山梨県立甲府第一高等学校に改称。
- 1949年3月 - 併設中学校を廃止する。
- 1950年4月 - 男女共学を実施する。
- 1968年3月 - 甲府学区普通科（甲府一高と甲府南高）での総合選抜を実施。
- 1974年3月 - 定時制・通信制課程を廃止する。
- 1975年 - 甲府二高（現在の甲府西高）、甲府南高との3校間で総合選抜を実施。
- 1977年 - 甲府西高、甲府南高、甲府東高との4校間で総合選抜を実施。
- 1980年10月 - 創立100周年記念式典を挙行する。
- 1984年 - 甲府西高、甲府南高、甲府東高、甲府昭和高との5校間で総合選抜を実施。
- 1991年4月 - 英語科（全県一区）を設置。
- 1998年 - 普通科・英語科に推薦入試制度が導入される。
- 2006年4月 - 3学期制から2学期制へと移行。
- 2007年 - 総合選抜から全県一区入試へと移行。本年度より、45分7時間授業を実施。
- 2016年4月 - 探究科を設置。
- 2018年3月 - 英語科廃止。

## 校是
- Boys be ambitious（少年よ大志を抱け）
大島正健校長が提唱。札幌農学校を去るクラーク博士から、大島校長が直接聞いた言葉である。これを受けて設定された教育目標が、「1. 高遠な理想のもとに、平常の実践に努める」ことである。
- 賛天地之化育（天地之化育を賛く）
江口俊博校長が提唱し、そのレリーフが本館の正面玄関に掲げられた。出典は『中庸』。「天地万物の生み育てる力を賛助する。」の意。これを受けて設定された教育目標が、「2. 自然の法に遵い、人間愛に生きる」ことである。
- 苟日新 日日新 又日新（苟に日に新たに、日日に新たに、又日に新たなり）
江口俊博校長が提唱。出典は『大学』。殷の湯王が用いた盤（洗面器）の銘文である。日々の努力を怠らぬように戒めたもの。これを受けて設定された教育目標が、「3. 日に新たに、真理を探究する」ことである。
- Be Gentleman（紳士たれ）
大島正健校長が提唱。本来は、クラーク博士が設けた札幌農学校唯一の校則。

## 強行遠足

### 特徴
毎年10月初旬に行われている伝統行事で、戦前から戦後まで90年の伝統を誇る。遠足という名で呼ばれるが実質は強歩大会であり、全国に存在する類似の行事は「強歩」と称される。戦後には多くが廃止されている傾向にあるが、全国的に見ても長い歩行距離・所要時間であり、生徒の克己心を涵養する行事としても位置づけられている。

### 強行遠足の発足から第七回世界教育会議
1924年（大正13年）に、時の文部省より11月3日が「全国体育デー」（1927年（昭和2年）から改められ「明治節」）、同日前後が「全国体育週間」と定められた。学校では体育行事を実施せよとの通達があり、全国で2万ほどの催し物が開催され、多くは学校が主体となった体育行事であった。
甲府中学の第10代校長・江口俊博は「遠足運動」を企画し、11月3日に第一回大会が開催された。第1回大会は三班に別れ、第一班は東京方面、第二班は韮崎市の新府城往復、第三班は昇仙峡往復で、参加者が各コースを選択した。校長の江口俊博は前年6月に赴任し、その年の9月には関東大震災が発生しており、後に震災の経験から「歩く教育」の必要性を実感し、同僚の教員と相談して強行遠足を学校行事に取り入れたと述懐している。なお、強行遠足の発案者を教員の矢嶋種次とする説もある。
2年目からは松本方面へコースが変更され、「強遠足」と称した。「強行遠足」と呼ばれるようになるのは第3回からである。1929年の第6回からは信濃大町方面コースが定着。制限時間は24時間である。最高記録は1957年の甲府-簗場間(167.1km)。
1930年代末には甲府中学教員の島田武が強行遠足の普及・科学研究のため新聞に文章を発表し、島田は後年に「強行遠足の主」と称された。1937年（昭和12年）8月2日 - 8月7日には東京で開催された第七回世界教育会議において当時の甲府中学校長・隈部以忠が準備委員会・中等教育部委員に任命され、8月4日に開催された中等教育部第一会議では委員を務めている。
本番では甲府中学の強行遠足に関する発表が予定されていたが、実際に発表が行われたことは確認されない。ただし、同会に際して小冊子『本校に於ける強行遠足の意義と其の実際』が配布され、これにより甲府中学の強行遠足は全国的な知名度を得た。同冊子は英語版も刊行される予定であったが実現されておらず、本会議で強行遠足に関する発表が実施されなかったのは隈部の体調不良と英語版冊子が未完であったためと考えられている。

### 戦時下の強行遠足
交通機関が発達して脚力が低下した近代社会において強歩は健康維持の観点からも注目される一方で、1937年（昭和12年）には日中戦争が勃発し、兵士養成の観点からも重視された。1941年（昭和16年）に体育指導者の大谷武一は『正常歩』において、甲府中学の強行遠足と鹿児島県女子師範学校・鹿児島県立第二高等女学校の事例を取り上げた。
こうした風潮を受けて、1941年の第18回大会では従来の個人の限界に挑戦する従来の趣旨に対し、生徒の団結を強化するため「最優秀組」を表彰する制度が導入され、各学年において平均歩行距離が最高位のクラスに優勝額が授与された。1942年には『意義と其の実際』の改訂版が刊行され、改訂版においても戦時色が強く出され、同年前後には強行遠足が最高潮に達したという。
強行遠足は行政側からも注目され、1943年の第20回大会では厚生省体育官兼厚生技師の矢ヶ崎徳蔵、大日本体育会行軍山岳部理事の中村謙が大会を視察している。終戦の年である1945年には中止されるが、翌年から再開された。

### 戦後の強行遠足
戦後には何度かの反対運動がありつつも現在に至るまで存続している。信濃大町方面コースが交通過多となり、1962年から佐久往還（甲府-小諸間）を約22時間（103km～105km、コースは毎年微妙に変化）以内に歩く終点地制がとられるようになった。女子は、須玉～小海間の約40kmコースである。
2002年の第76回大会において小海検印所手前で暴走車の輪禍によって女子生徒2人が死傷し、一人が軽傷、一人が亡くなった。学校では存続の是非を問う生徒・保護者を対象としたアンケートを実施し、翌2003年2月19日に存続を決定。同年度からは距離、所要時間ともに短縮。その後は安全対策を講じつつ2007年までは男子が甲府-野辺山間を11時間（55.4km）で、女子が須玉-野辺山間を7時間30分（30～31km）で歩く暫定的なコースが採用されている。2008年より男子のみ甲府 - 小海町間の75.3kmに再延長。6年ぶりにコースが変更されるとともに、午後10時出発の夜間歩行も再開。2013年、男子の佐久往還コース（105.7km）が復活。
2020年の第93回大会は新型コロナウィルス感染拡大を受け、男子が県立まきば公園までの43.8km、女子が高根総合支所までの31.0kmと距離を縮小して実施。感染防止のためにスタート時はマスクを着用し、給水所ではコップによる給水ではなくペットボトルを配った。

### 名物
- 野辺山検印所では「シジミ汁」が振舞われる。
- 女子生徒が男子生徒の出発前に手作りのお守りを渡すという伝統がある。お守りの中身は飴玉、絆創膏などで、加えて小さな紙に「小諸到着」と105回書いたものである。女子生徒が男子生徒に好意を持っている場合は「到着」が「必着」に変わる。男子生徒はお守りを荷物に携えて出発する。
- かつて臼田検印所を好意で開放してくれた農家（臼田のおばさん）から無償で「臼田のりんご」（この農家でとれたりんご）が配られ、「小諸必着」お守りのお返しとして、好意のある女子生徒にこのりんご（1人1個限定）を送るという習慣もあった。

現在では臼田で2つ、小諸で1つ の計3つ貰うことが可能である。

## 部活動
現在の吹奏楽部は應援團の下部組織として置かれており、正式な名称は「應援團吹奏楽部」。女子禁制の部活であった時期もあった。
アマチュア無線呼出符号JA1YHQが存在した（H20年現在、免許切れ）。
JA1YHQは電気物理部に設置されていた。
無線局の免許は5年毎の更新のため、熱心な生徒が卒業すると継続が危ぶまれる。
2024年現在では以下の部活動が存在する。
部活動文化局
- 演劇部
- 応援団吹奏楽部
- ア・カペラ部
- 書道部
- 弦楽部
- 写真部
- 自然科学部
- フォークロック部
- 筝曲部
- 茶道部
- 美術部
- 新聞部
- ダンス部
- 放送部
- 應援團
- 文学部
- 英語研究部

部活動体育局
- テニス部(男女)
- ソフトテニス部(男女)
- バスケットボール部(男女)
- ハンドボール部(男女)
- バドミントン部(男女)
- 野球部
- サッカー部
- アーチェリー部
- 陸上部
- 卓球部
- 剣道部
- 弓道部
- 柔道部
- 空手部
- 水泳部
- 山岳部

以上のように多岐にわたる部活動が存在しており、活発に部活動を行っている。

## 交通
- 甲府駅北口より徒歩15分
- 甲府駅南口4番乗り場より発車する山梨交通01・02系統「山宮循環」、03系統「昇仙峡口」行き、04系統「昇仙峡滝上」行き、06系統「一高経由敷島営業所」行き、58系統「一高経由敷島団地」行き、08系統「一高・敷島経由韮崎駅」行きのいずれかに乗車、「一高前」バス停下車
- 韮崎駅、塩崎駅より山交タウンコーチ08系統甲府駅行きに乗車、「一高前」バス停下車
- 上記の他、甲府駅周辺を経由せずに鰍沢営業所 - 一高前間を結ぶ山梨交通45系統「high school ライナー」が平日に2往復運行されている。